# Peter E. Berger
Peter Edward Berger (Califórnia, 30 de maio de 1944 — Calabasas, 22 de setembro de 2011) foi um montador norte-americano.